# Karl August (Nassau-Weilburg)

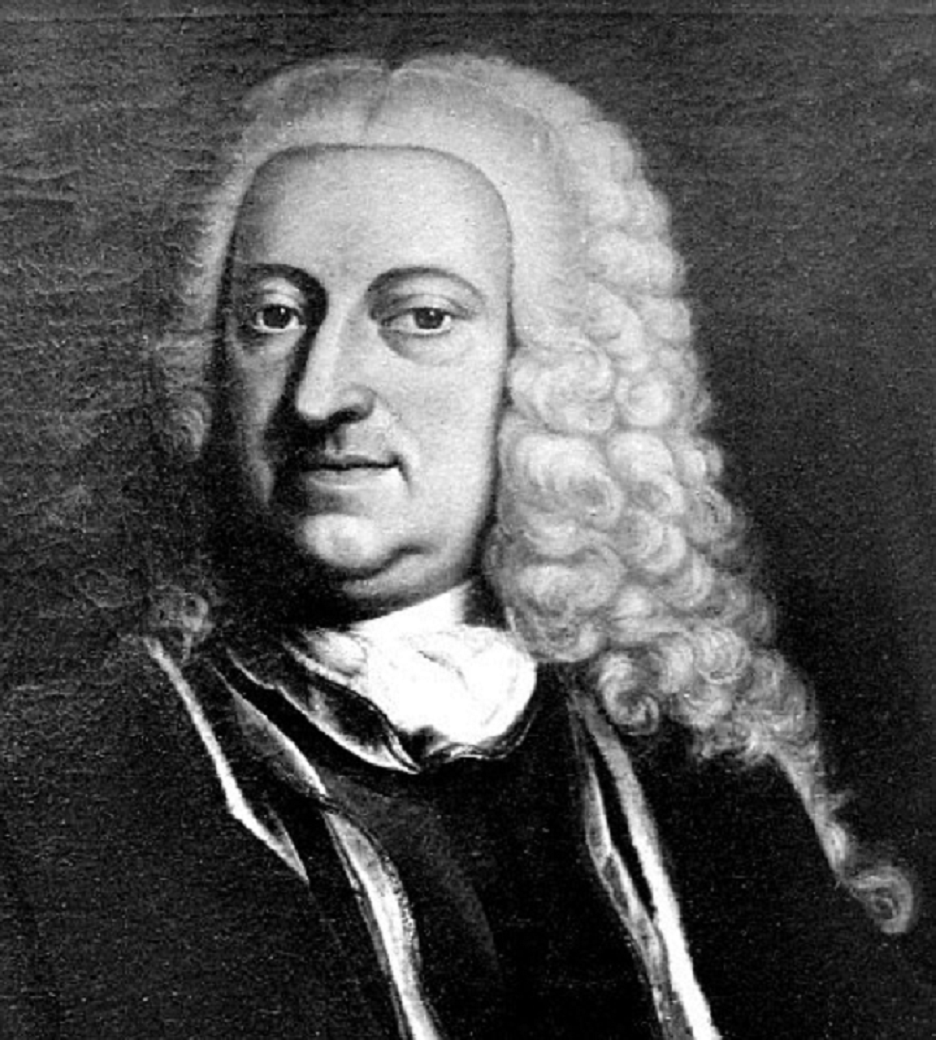
Fürst Karl August zu Nassau-Weilburg

Karl August (* 17. September 1685 in Weilburg; † 9. November 1753 ebenda) war von 1719 bis 1753 Fürst von Nassau-Weilburg.

## Leben
Karl August war der zweite Sohn von Johann Ernst von Nassau-Weilburg und der Maria Polyxena von Leiningen-Dagsburg-Hardenburg. Er trat jung in sächsische Dienste, war sächsischer Gesandter am französischen Hof in Paris und folgte am 27. Februar 1719 seinem Vater als Fürst in Weilburg.
Er befehligte in den Jahren 1733 und 1734 als kaiserlicher General der Kavallerie die pfälzischen Truppen am Rhein.
Bereits im Jahr 1688 wurde die Familie mit einem kaiserlichen Adelsbrief in den Fürstenstand erhoben. Dieser wurde jedoch nicht geführt, da mit ihm nicht die Aufnahme in den Reichsfürstenrat verbunden gewesen war.  Karl August nahm am 27. September 1737 doch den Titel eines Fürsten des Reiches an, ohne jedoch der Linie von Nassau-Usingen (Nassau-Idstein war 1721 mit dem Tode von Karl Augusts Schwiegervater Georg August im Mannesstamm erloschen) die 1688 vorgelegten Kosten der Beurkundungsgebühr des Fürstendiploms zu ersetzen.
Während seiner Regierungszeit wurde die fürstliche Erst-Residenz von Weilburg nach Kirchheimbolanden verlegt, wo das Schloss Kirchheimbolanden und die zugehörige Schlosskirche, die Paulskirche, umgestaltet bzw. neu errichtet wurden.
Karl August starb im November 1753. Sein Grab befindet sich in der Schlosskirche von Weilburg. Ihm folgte sein einziger Sohn Karl Christian nach.

## Nachkommen
Er heiratete am 17. August 1723 in Wiesbaden Prinzessin Auguste Friederike von Nassau-Idstein (1699–1750) Tochter von Fürst Georg August. Sie hatten folgende sieben Kinder:
- Henriette Maria Dorothea (*/† 1724)
- Henriette Augusta Frederica (1726–1757)
- Louise Christiana (*/† 1727)
- Polyxena Wilhelmina Louise (1728–1732)
- Christiana Louise Charlotte (1730–1732)
- Luise Polyxena (* 27. Januar 1733; † 27. September 1764) ⚭ 1750 Prinz Simon August zur Lippe-Detmold
- Karl Christian (1735–1788)
 ⚭ 1760 Prinzessin Karoline von Oranien-Nassau-Diez (1743–1787), Tochter von Fürst Wilhelm IV. von Oranien
 ⚭ 1788 Barbara Giesen (genannt von Münster), ab 1790 Edle von Kirchheim[2]

Der seit dem Jahr 2000 als Großherzog von Luxemburg amtierende Henri von Nassau ist der sechsfache Urenkel von Karl August von Nassau-Weilburg.